# 珍珠花属
珍珠花属（学名：Lyonia），也称南烛属，是杜鹃花科下的一个属，为常绿或落叶灌木植物，很少为小乔木。该属共有约30种，分布于北美和亚洲。

## 下属物种
- 秀丽珍珠花 Lyonia compta
- 圆叶珍珠花 Lyonia doyonensis
- 大萼珍珠花 Lyonia macrocalyx
- 珍珠花 Lyonia ovalifolia
  - 珍珠花（原变种） Lyonia ovalifolia var. ovalifolia
- 红脉珍珠花 Lyonia rubrovenia
- 毛叶珍珠花 Lyonia villosa